# سارة كاواهارا
سارة كاواهارا هي مصممة رقصات التزلج على الجليد ‏ كندية، ولدت في 15 سبتمبر 1961 في فانكوفر في كندا.

## وصلات خارجية
- سارة كاواهارا على موقع IMDb (الإنجليزية)